# 頽廃理髮所
頽廃理髪所は、大韓民国で、表向きは理髪店であるが、裏の別室で売春を行っている風俗店である。略して「頽髪所」（퇴발소、トェバルソ）と言うこともある。

## 特徴
ソウル特別市東大門区長安洞長漢坪駅周辺に多い。頽廃理髮所では、理髪店を示す赤・白・青の三色のサインポールが、1つの店に複数並べて付けられていることがある。